# Religion en Israël et dans les territoires occupés
 (août 2008).
Si vous disposez d'ouvrages ou d'articles de référence ou si vous connaissez des sites web de qualité traitant du thème abordé ici, merci de compléter l'article en donnant les références utiles à sa vérifiabilité et en les liant à la section « Notes et références ».

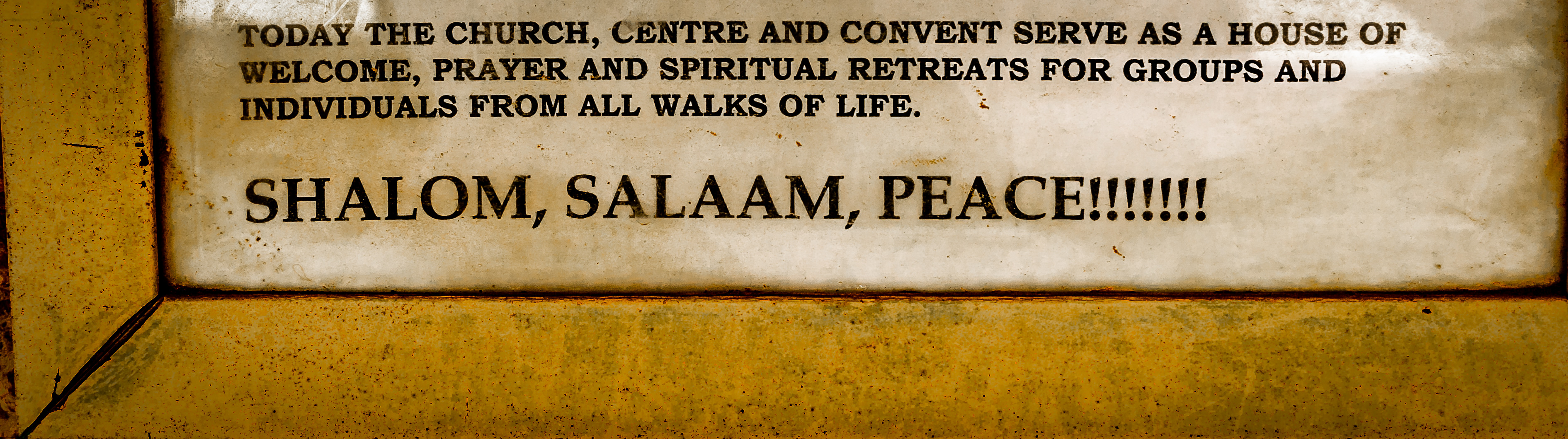

Patchwork religieux et identitaire unique au monde, les communautés religieuses d'Israël - État juif, laïque et démocratique - bénéficient de la liberté totale de religion, de croyance et d'accès aux lieux saints qui sont protégés. En réplique aux attentats, le mur de sécurité israélien et la politique israélienne dans les territoires occupés limitent de facto l'accès à ces mêmes lieux. Par exemple, seule la minorité musulmane est autorisée à prier sur le Mont du Temple. Il était interdit à la majorité juive d'y prier. Les heures de visite des Juifs sur le Mont du Temple sont limitées, tout comme le nombre de visiteurs. 
.

## Israël

### Contexte
Dans la revue scientifique Cités de 2002, l'historien Michel Abitbol précise qu'« Israël se veut un État « juif et démocratique » puisant ses valeurs de liberté, d’égalité et de justice dans le message biblique autant que dans les Lumières européennes. Né de la réalisation d’une idéologie « profane » – le sionisme – qui a été élaborée puis véhiculée par des militants non religieux et souvent athées, Israël tire néanmoins l’essentiel de ses symboles de légitimité dans la tradition juive qui s’est imposée dans le choix de l’hébreu comme langue nationale ou dans celui du Shabbat (samedi) comme jour de repos hebdomadaire, sans oublier le fait que l’idée même d’un État juif s’inspire du vieux rêve messianique de « retour à Sion » et de « rassemblement » des Exilés ».

### Législation
Selon le ministère israélien des Affaires étrangères, « la Déclaration d'Indépendance de l'État d'Israël de 1948 garantit la liberté de culte à toute la population. Chaque communauté religieuse est libre, en droit et dans les faits, de pratiquer sa religion, de célébrer ses fêtes, d’observer son jour de repos hebdomadaire et d’administrer ses propres affaires. Chacune a son conseil et ses tribunaux religieux, reconnus par la loi et ayant compétence pour les affaires religieuses et les questions de statut personnel telles que mariages et divorces. Chacune a ses lieux de culte, sa liturgie et ses caractéristiques architecturales qui ont évolué au cours des siècles ».
Chaque communauté religieuse reconnue par l’Etat israélien a droit à son autonomie interne et à une subvention de l’Etat pour l’entretien de ses lieux de culte et le salaire de ses titulaires religieux.

### Population
Israël a une population de 9 213 000 habitants (recensement de juin 2020), parmi lesquels 74,3 % de Juifs (soit 6 845 259 personnes) et 20,9 % d’Arabes israéliens (soit 1 925 517 personnes), principalement musulmans, mais aussi une minorité chrétienne, auxquels il faut ajouter une minorité musulmane non arabe et 306 000 nouveaux immigrants qui sont enregistrés au Ministère de l’Intérieur comme « non juifs » et qui constituent 4,8 % de la population israélienne (soit 442 224 personnes).
Les travailleurs étrangers qui vivent en Israël ne sont pas inclus dans ces données et sont estimés à 203 000 personnes à la fin de 2011. Aussi, il faut ajouter environ 38 000 immigrants illégaux principalement venus d'Afrique via la frontière entre l'Égypte et Israël, qui ne peuvent être répertoriés.
Israël est le seul pays au monde avec une majorité juive.

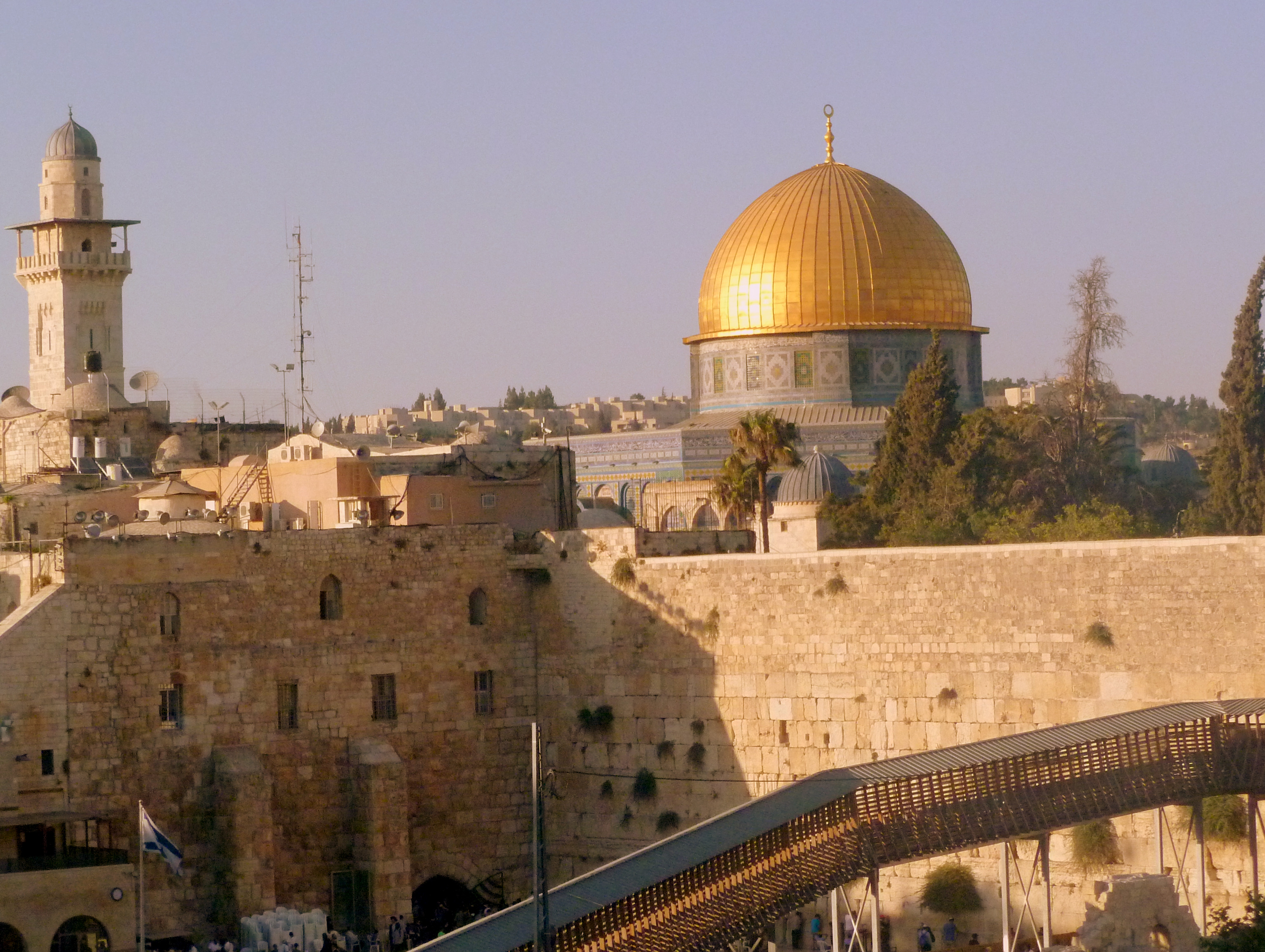
Vue sur le minaret de la mosquée al-Aqsa, le Dôme du Rocher et le Kotel à Jérusalem

### Religions

Population en Israël selon la religion, entre 1949 et 2015

En 2008, la répartition religieuse se déploie principalement ainsi : Juifs 75,5 %, musulmans 16,8 %, chrétiens 2,1 %, druzes 1,7 %, autres 3,9 %.
Les différents religions et croyances présentes dans la société israélienne et les territoires occupés sont,, :
- le judaïsme : haredi (ultra-orthodoxe et religieux), traditionnel (massorti), libéral, laïc (hiloni) et également Juifs agnostiques et athées ;
- l'islam : sunnite, chiite, alaouite, ahmadi...
- le christianisme : catholique (romain, maronite, uniate, melkite, syrien, arménien, copte, chaldéen...), protestant (anglican, luthérien, baptiste, presbytérien, mormon...), orthodoxe (chalcédonien, monophysite, oriental, éthiopien, syrien)...
- le bahaïsme ;
- le samaritarisme ;
- la religion druze ;
- le karaïsme ;
- les autres religions minoritaires : hindouisme, bouddhisme, néopaganisme... ;
- l'agnosticisme et l'athéisme.

En 2014, près de la moitié de la population israélienne considère la religion comme sans importance et autant la considèrent comme importante.

### Tensions
Selon le Rapport annuel 2007 réalisé par les États-Unis sur la liberté de religion dans le monde, en Israël même, les relations entre les groupes religieux sont souvent tendues. D'autres estiment a contrario que « malgré les différences de religion, de valeurs et de convictions politiques, les relations entre Arabes et Juifs sont dans l’ensemble harmonieuses et stables ».
En 2017, les Églises catholique, grecque orthodoxe, arménienne et luthérienne s'unissent pour dénoncer les tentatives de l’État israélien de « saper la présence chrétienne » dans le pays et à Jérusalem en particulier. Encore en 2021, tous groupes confondus, 182 000 chrétiens habitent en Israël, soit une population en augmentation constante malgré les diverses accusations dont celle de l'Église anglicane. Le ministère israélien des Affaires étrangères réplique que ces accusations sont « sans fondement et déforment la réalité de la communauté chrétienne en Israël ».

Promenade religieuse en Israël
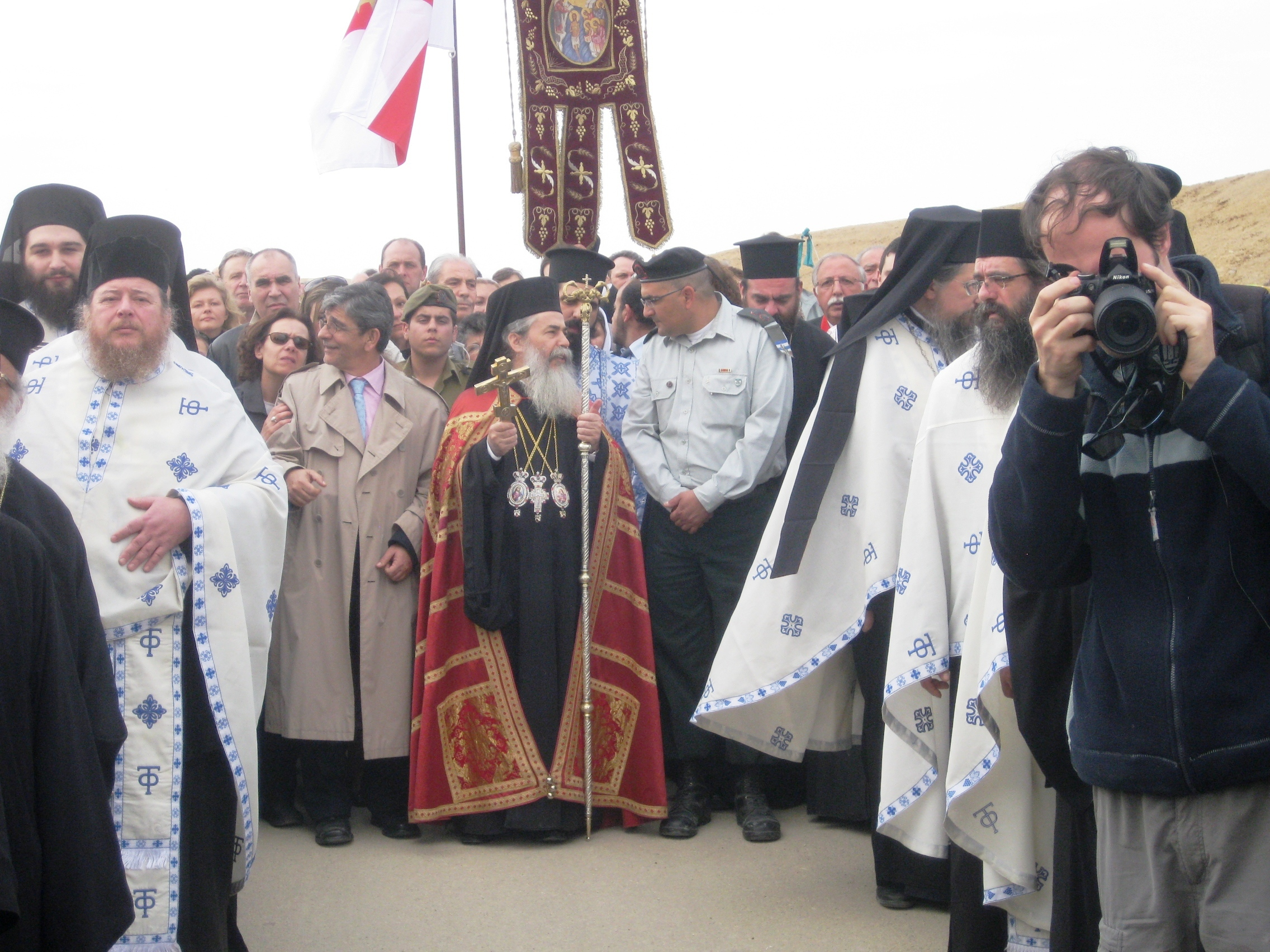
Baptême de l'Epiphanie (18 janvier) de l'Église orthodoxe grecque à Kasser al Yahoud dans la vallée du Jourdain
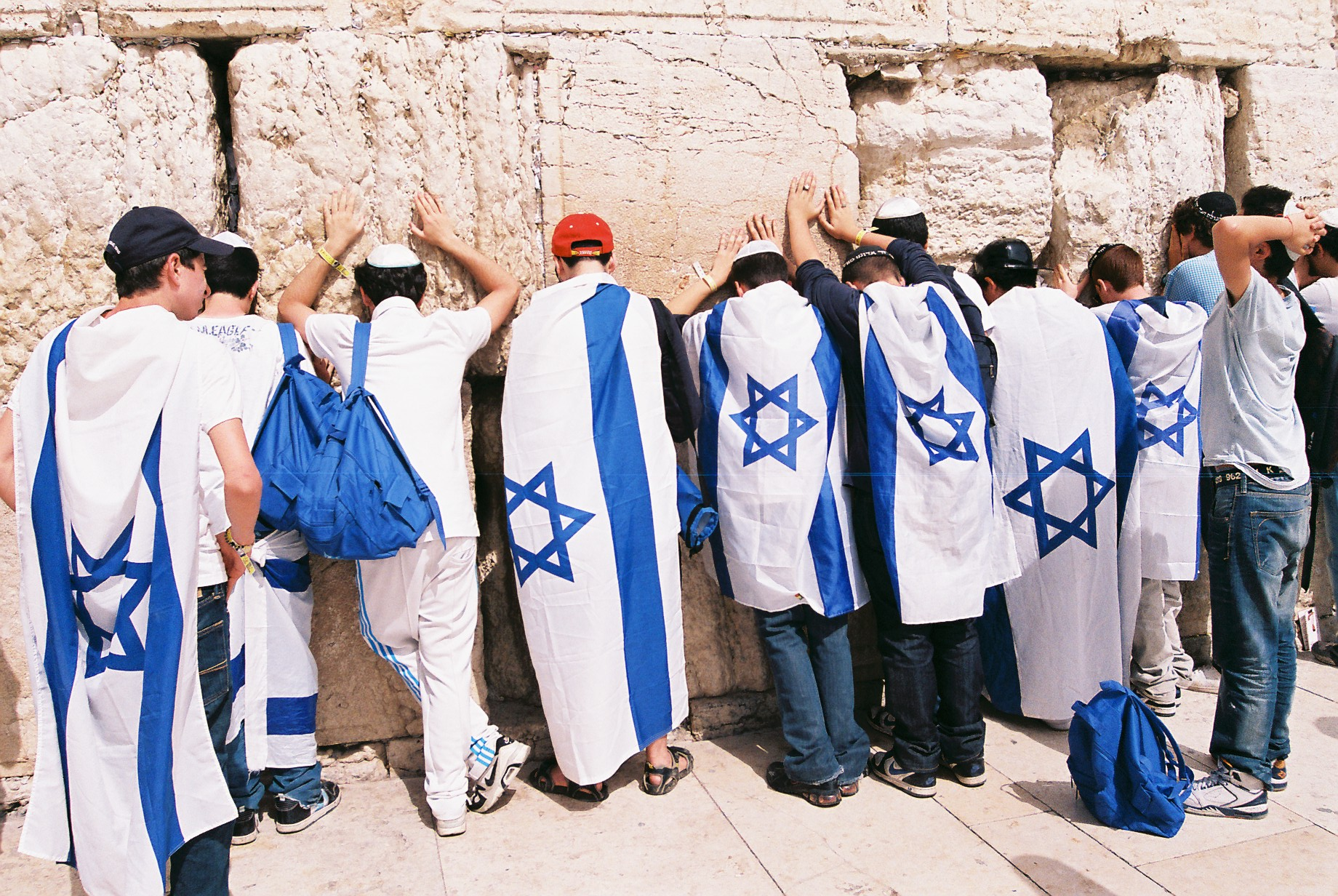
Jeunes sionistes priant au Kotel (mur des Lamentations)
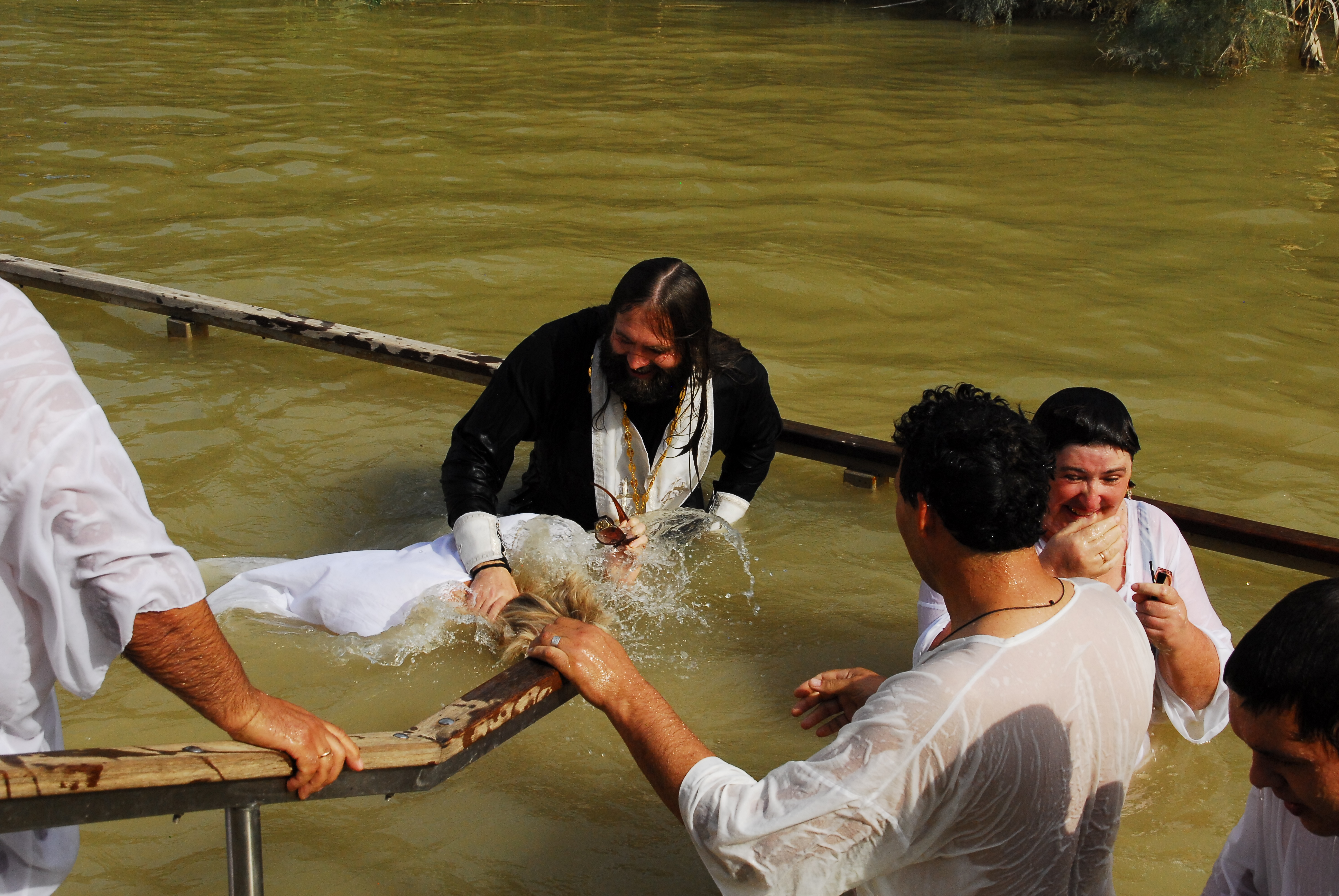
Baptême chrétien dans le Jourdain, 2011
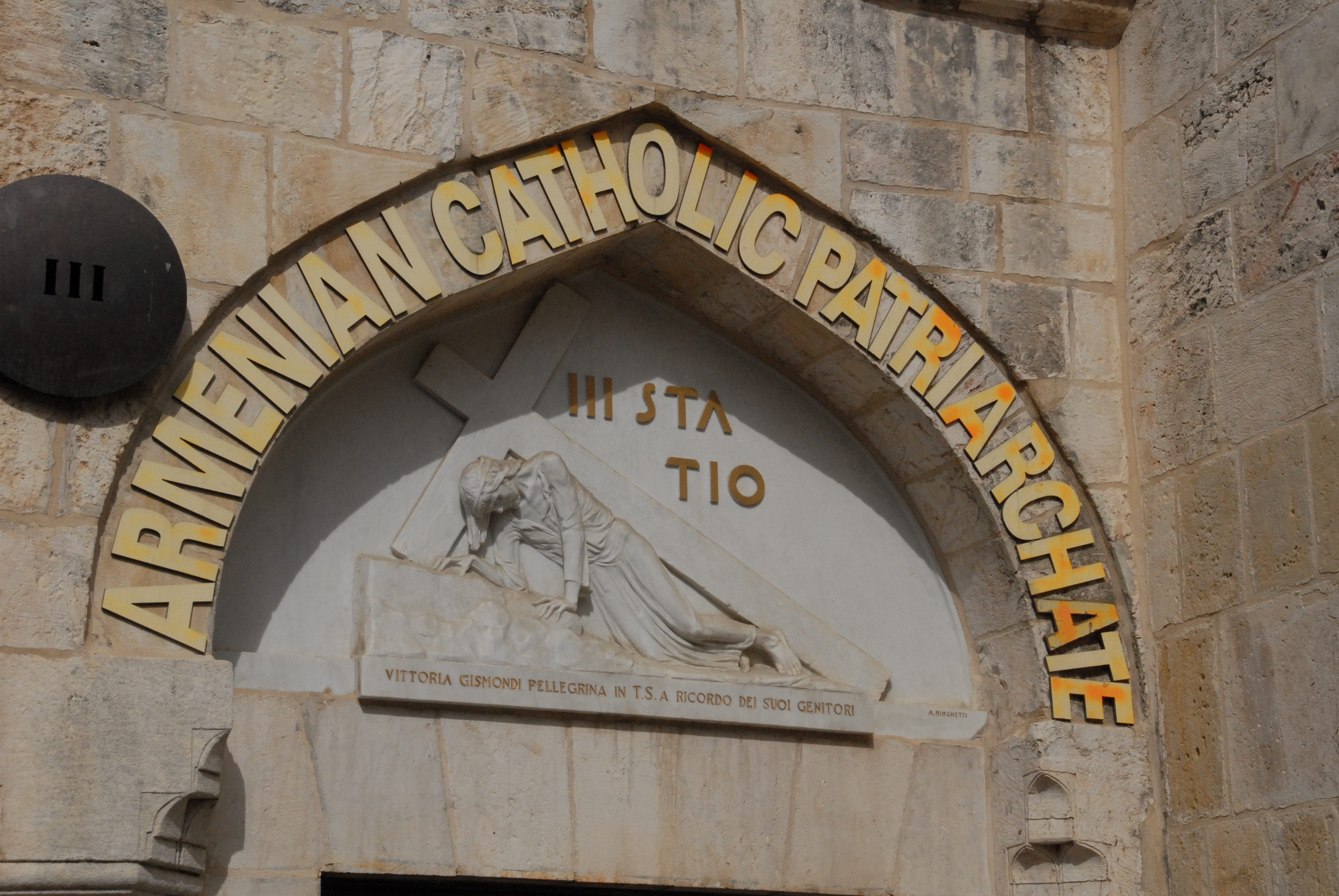
Église arménienne de Jérusalem
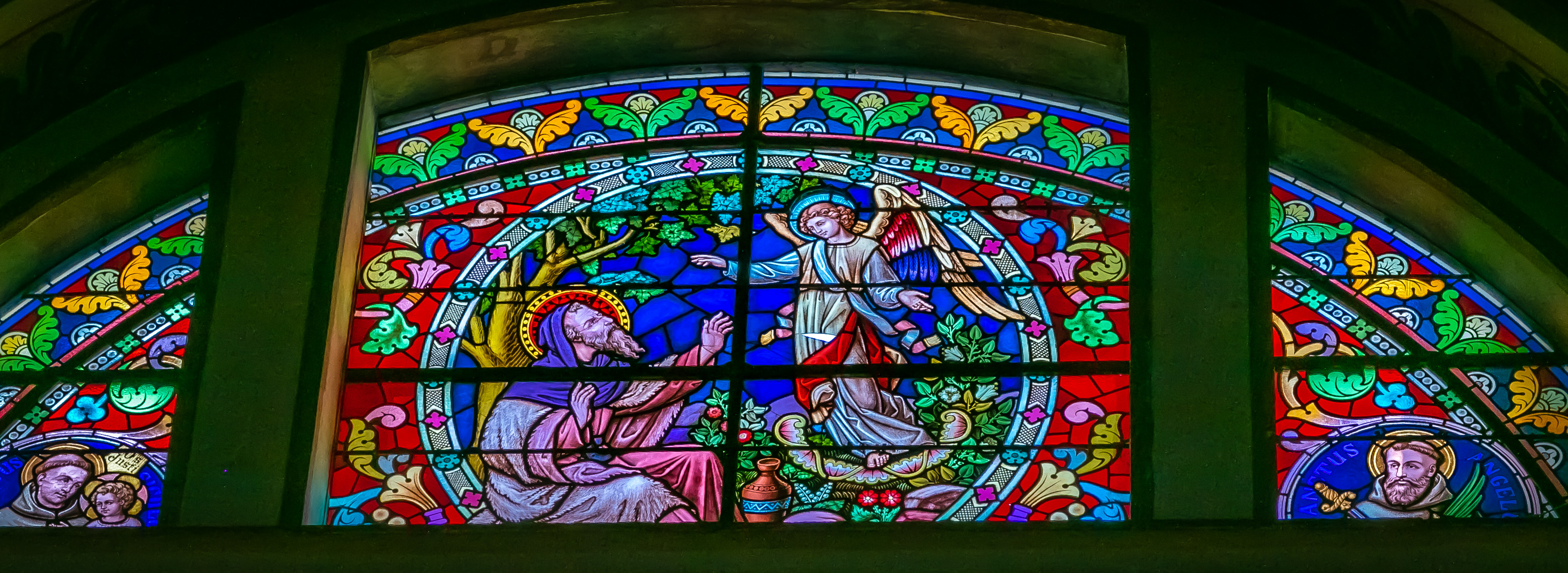
Vitrail au Monastère Stella Maris sur le mont Carmel
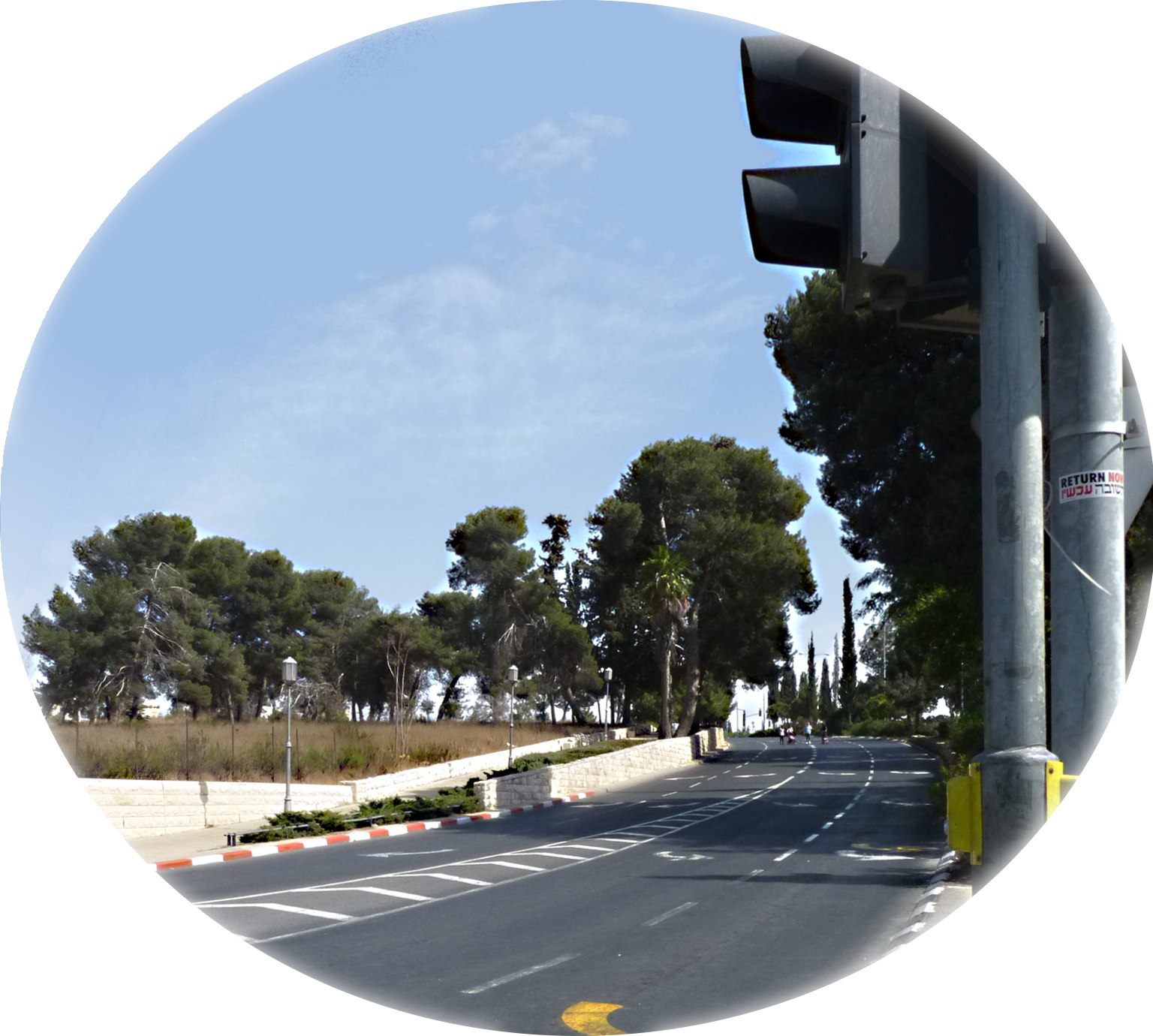
Rue déserte un jour de Kippour à Talpiot
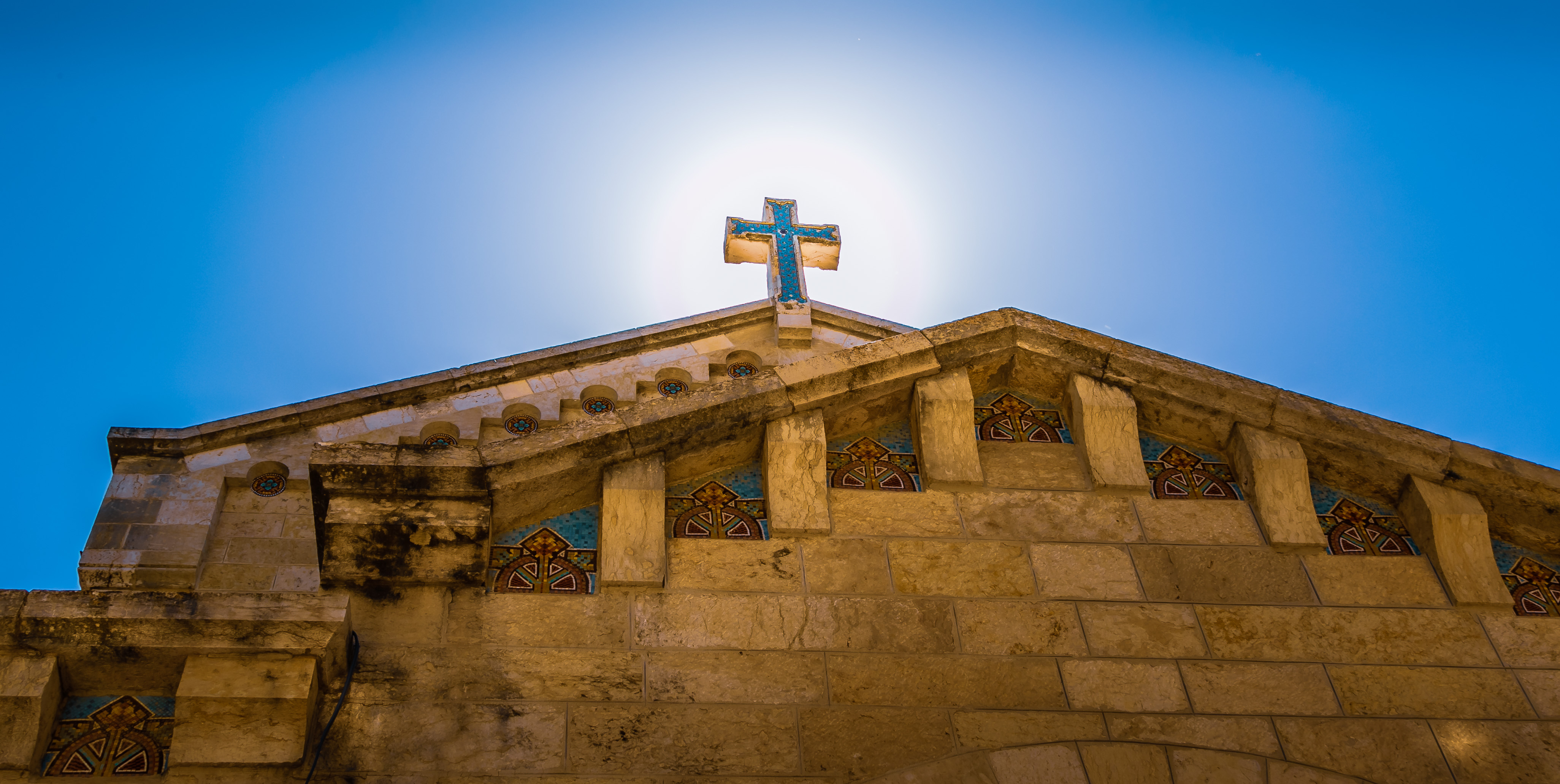
Croix s'érigeant à Abu Ghosh dans le district de Jérusalem
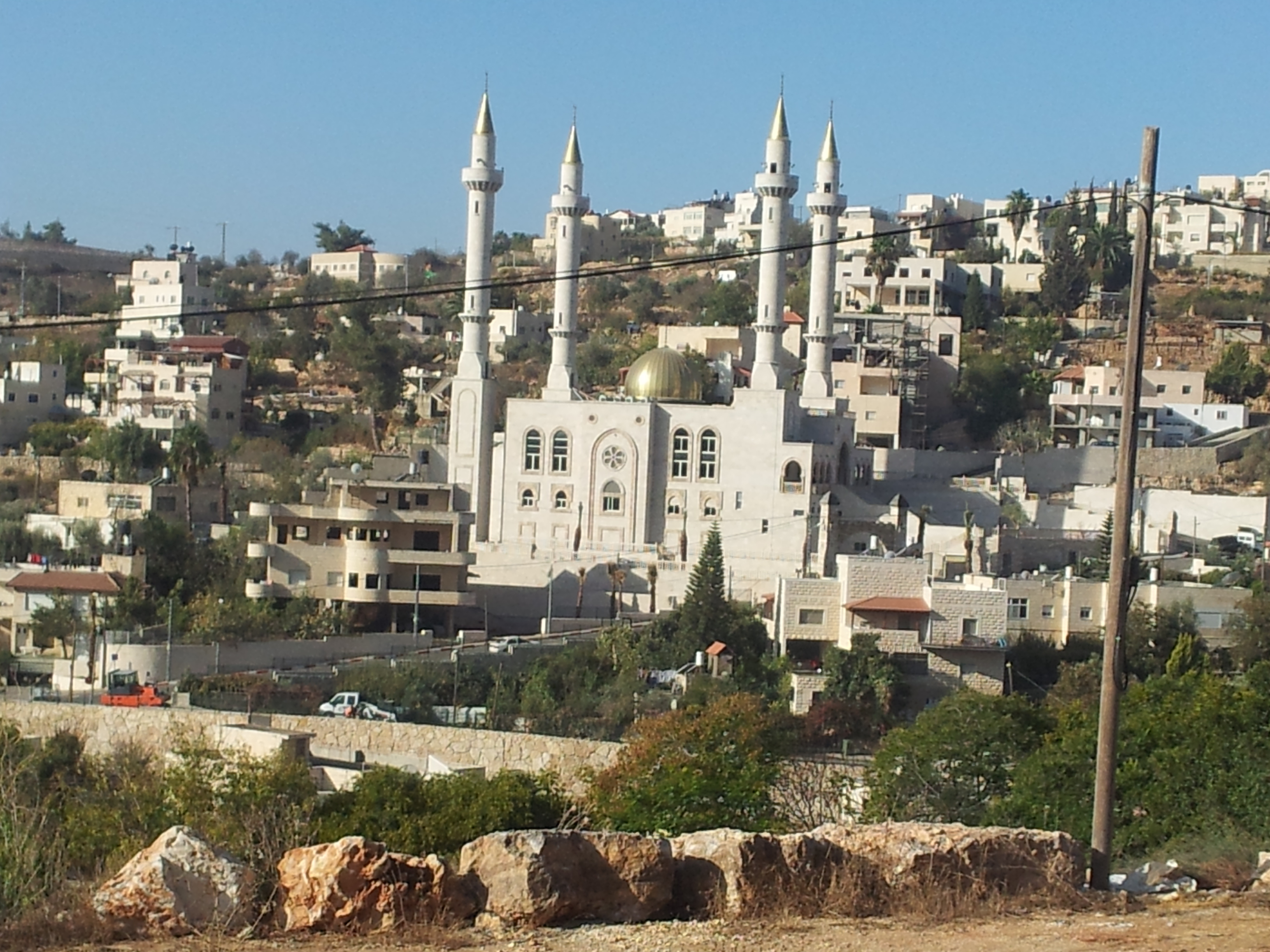
Nouvelle mosquée dans le village israélien d'Abu Ghosh
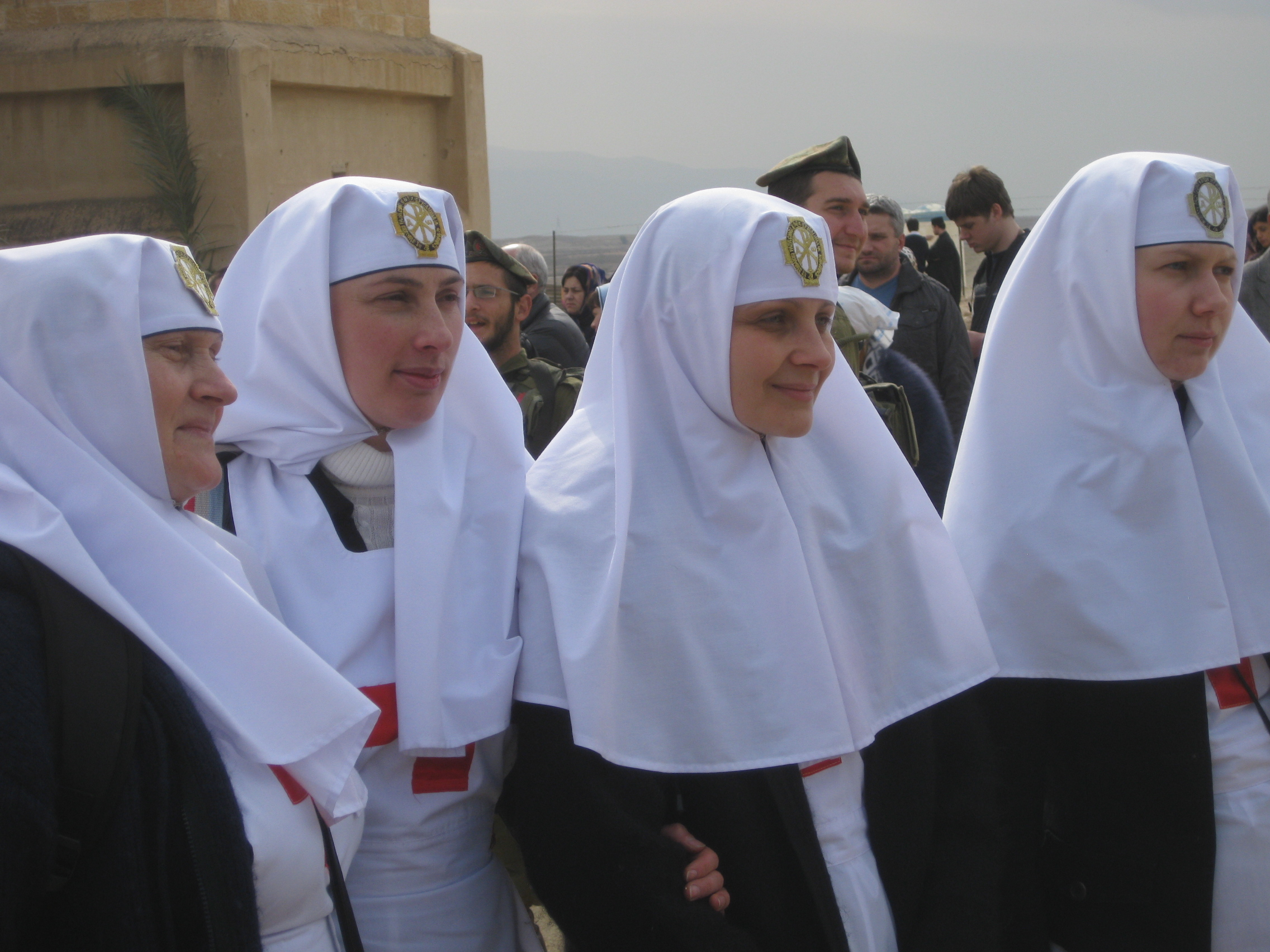
Religieuses de l'Église orthodoxe grecque en Israël
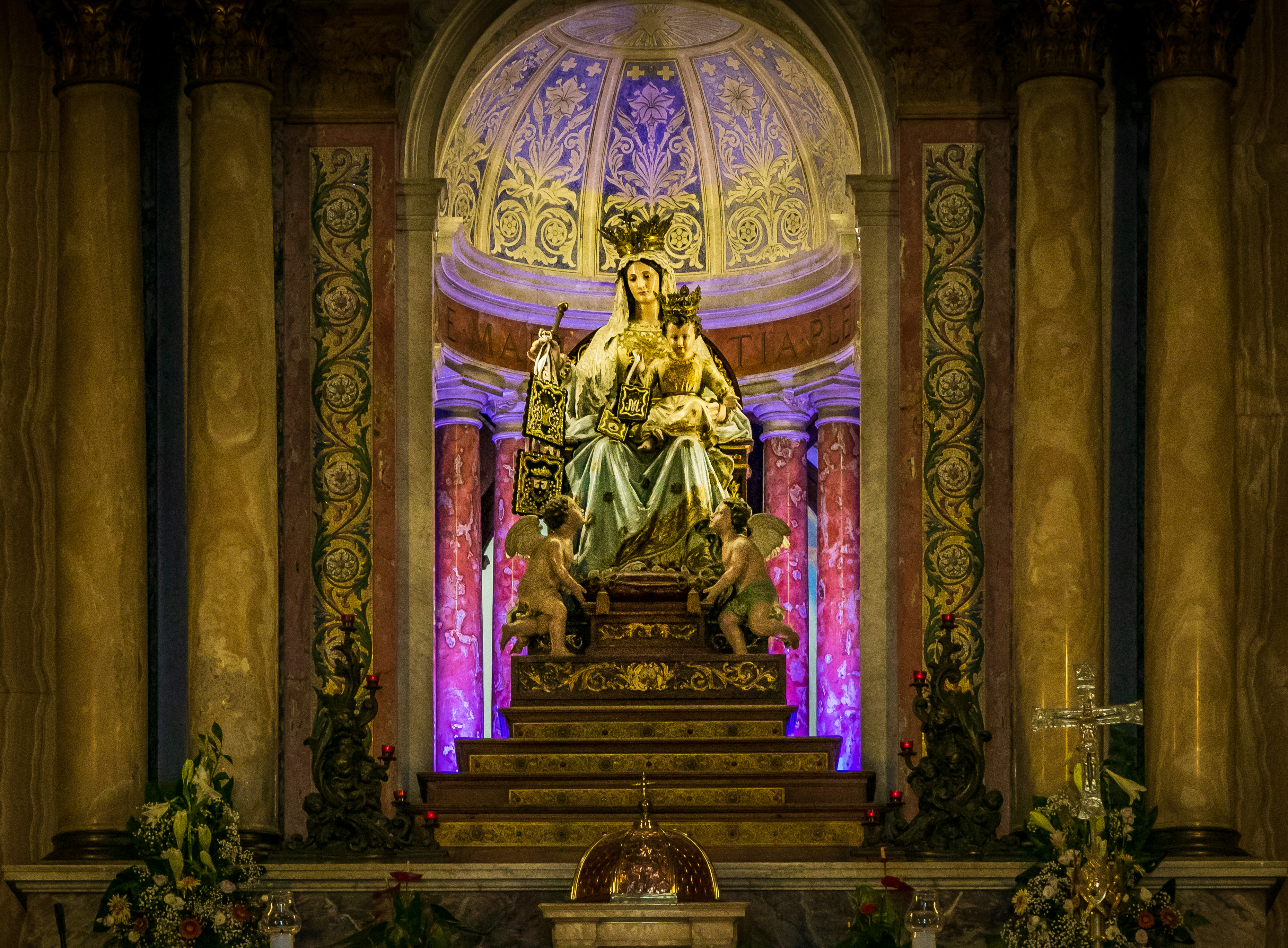
Intérieur de l'église Stella Maris à Haïfa
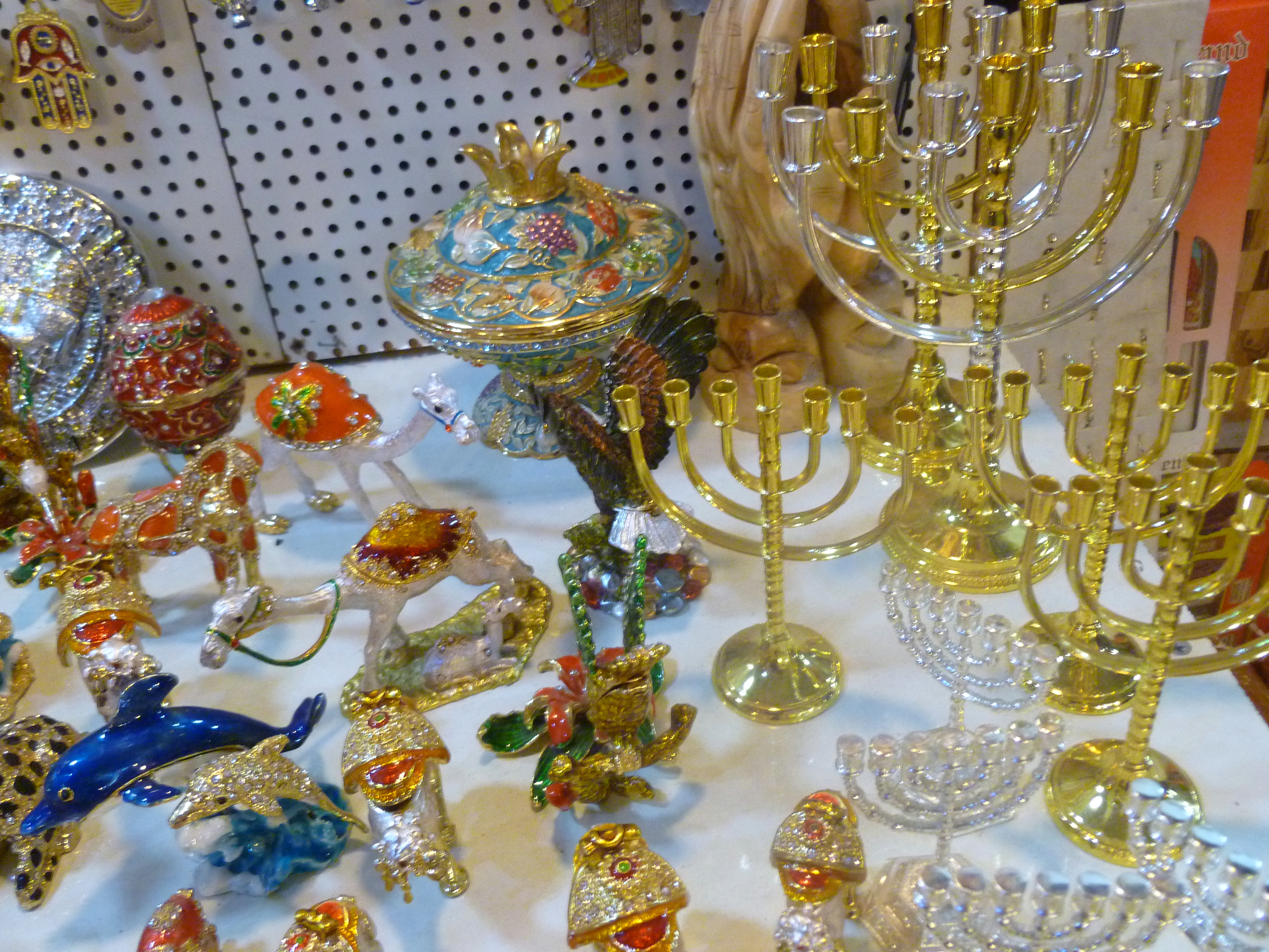
Judaica : menorah et hanoukkia pour le culte juif
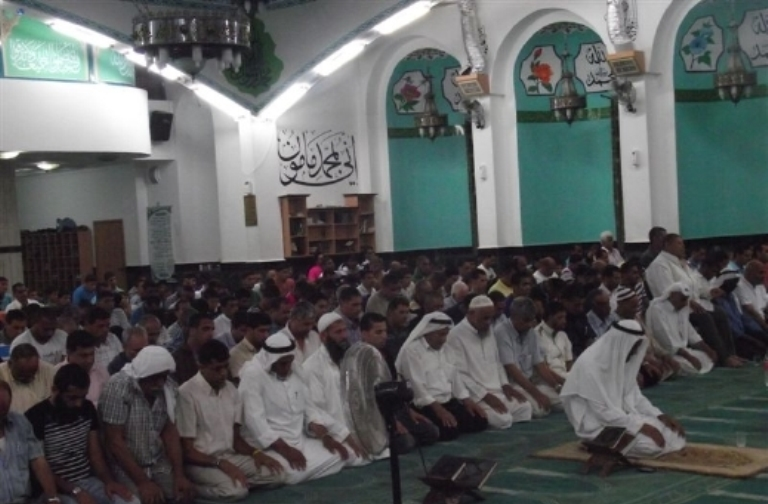
Prière du soir dans une mosquée
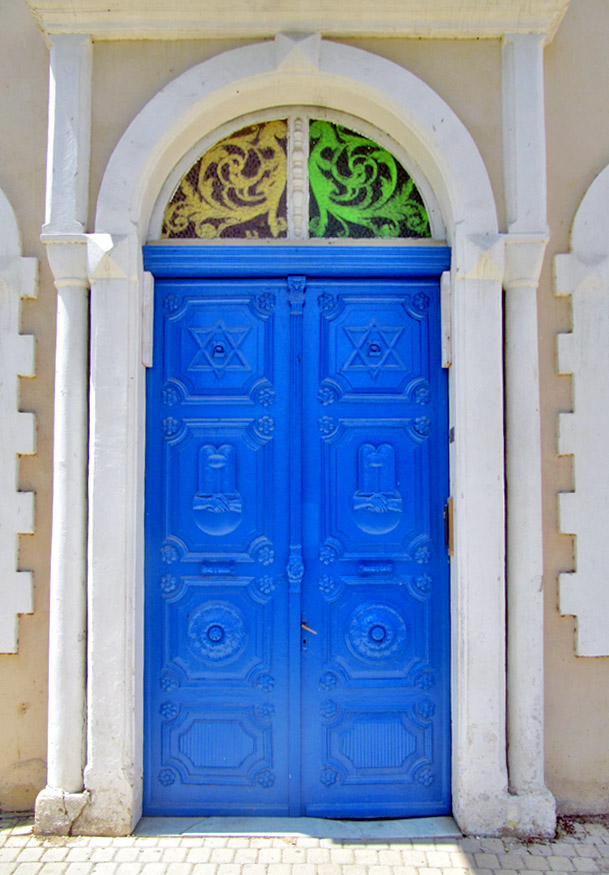
Porte de la synagogue de Mikveh Israël à Holon
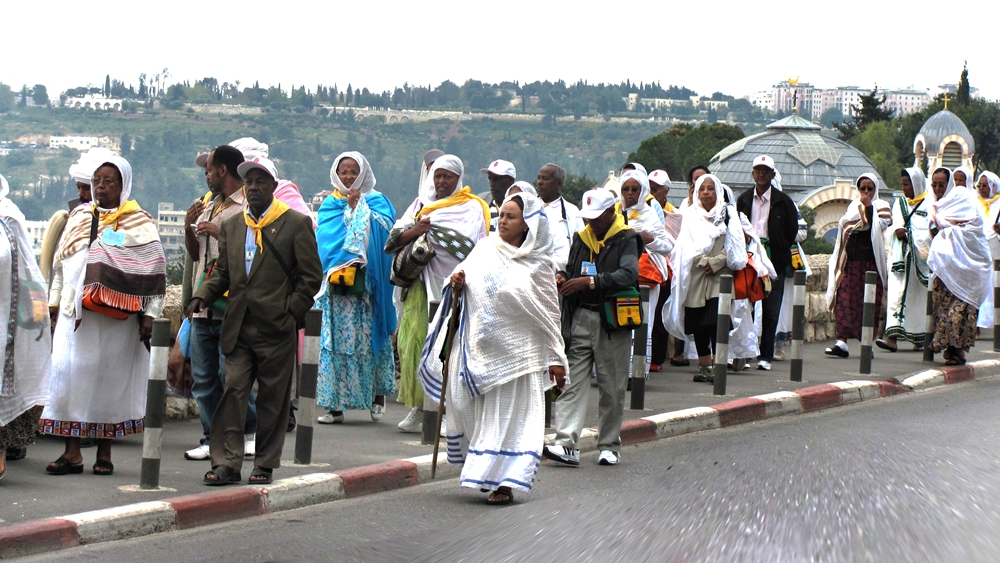
A Pessa'h, pèlerins juifs éthiopiens sur le chemin du Kotel, Jérusalem
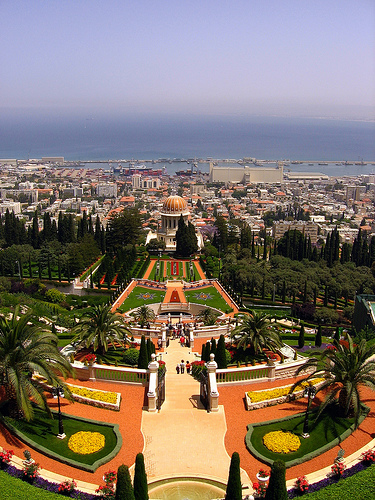
Centre mondial baha'i à Haïfa

## Territoires occupés

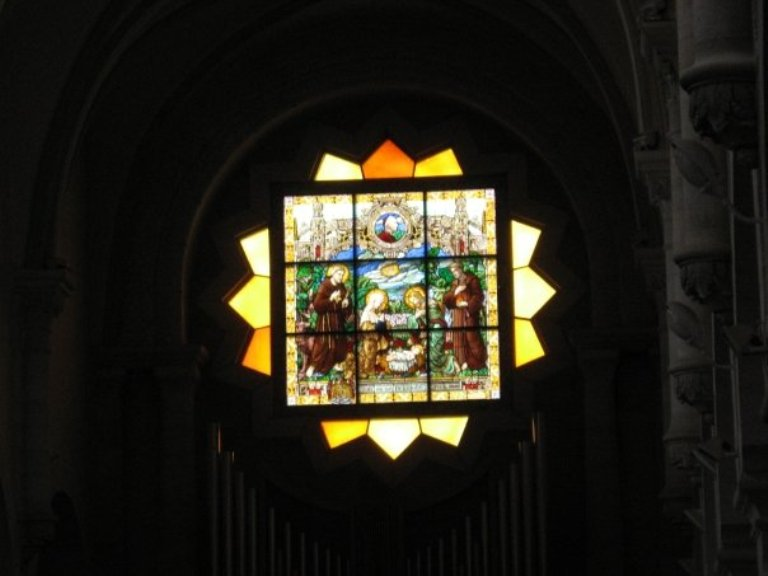
Vitrail en la basilique de la Nativité à Bethléem

Selon le même rapport sur la liberté de religion dans le monde, la violence se poursuivant depuis le début de la seconde Intifada a considérablement réduit la pratique religieuse dans de nombreuses régions des territoires occupés par Israël et endommagé des lieux de culte et des lieux sacrés.
La politique du bouclage appliquée dans les territoires occupés en réaction aux attaques séparatistes, et en particulier la construction du mur de sécurité par le gouvernement israélien, limite considérablement l'accès aux lieux saints et gêne le travail des organisations religieuses. Le rapport note toutefois que le gouvernement a tenté d'en réduire l'impact de la gêne sur les communautés religieuses.

## Lieux saints
Chaque lieu saint est administré par l’autorité religieuse compétente et la liberté d’accès et de culte est assurée par la loi israélienne.
Lieux saints du judaïsme : le Kotel ou Mur occidental à Jérusalem ; le mont du Temple à Jérusalem ; le tombeau de Rachel près de Bethléem ; le caveau des Patriarches dans la grotte de Makhpéla à Hébron ; les tombes de Maïmonide à Tibériade et de rabbi Shimon Bar Yohaï à Méron, etc.
Lieux saints de l’islam : l'esplanade des Mosquées à Jérusalem ; le caveau des Patriarches à Hébron ; la mosquée El-Jazzar à Acco, etc.
Lieux saints du christianisme : à Jérusalem, la Via Dolorosa, le Cénacle, la basilique du Saint-Sépulcre et autres sites de la Passion de Jésus ; la basilique de la Nativité à Bethléem ; la basilique de l’Annonciation à Nazareth ; le mont des Béatitudes à Tabgha ; Capharnaüm sur les rives du lac de Tibériade, etc.
Lieux saints druzes : Nebi Shueib (tombe de Jéthro) près des Cornes de Hittin en Galilée ; tombe de Sabalan à Hurfeish près de Nahariya, etc.
Lieux saints du bahaïsme : Centre mondial bahaï et sanctuaire du Bab à Haïfa ; sanctuaire de Baha’u’llah (prophète fondateur) près d’Acco.

## Autres articles
- Judaïsme, Athéisme juif, Sécularisme juif, Samaritains
- Christianisme, Christianisme oriental, Chrétiens de Terre sainte
  - Catholicisme en Israël, Communauté catholique hébraïque d'Israël, Patriarcat latin de Jérusalem, Patriarche latin de Jérusalem, Église du Saint-Sépulcre (Jérusalem)
  - Minorité maronite d'Israël
  - Christianisme orthodoxe en Israël, Patriarcat orthodoxe de Jérusalem, Monastères de l'Église orthodoxe de Jérusalem, Monastères du désert de Juda, Monastère de Mar Saba
  - Monastère Mor Marqos (syriaque orthodoxe)
  - Église évangélique luthérienne de Jordanie et de Terre sainte
  - Diocèse anglican de Jérusalem
  - Association des églises baptistes d'Israël
  - Minorité araméenne d'Israël, Assyriens en Israël (en)
- Islam, Islam en Israël, Waqf de Jérusalem, Esplanade des Mosquées
- Centre mondial baha'i
- Édifices religieux en Israël : liste de synagogues d'Israël, de mosquées d'Israël, de cathédrales d'Israël...
- Judaïsme orthodoxe moderne, Sionisme religieux, Néosionisme, Postsionisme
- Irreligion en Israël (en), Liberté de religion en Israël et dans les territoires occupés (en)